# John Afoa
Ioane Fitu „John“ Afoa (* 16. Oktober 1983, Auckland) ist ein neuseeländischer Rugby-Union-Nationalspieler. Seine Position ist die des Pfeilers. Er spielt für Bristol Rugby in der English Premiership.
Afoa war ein Student auf dem Auckland's St. Kentergin's College, wo er zusammen mit dem ebenfalls heutigen All Black Joe Rokocoko anfing XVer Rugby zu spielen.

## Internationale Karriere
Afoa hat für eine Reihe von neuseeländischen Jugendauswahlmannschaften gespielt. 1999 debütierte er bei der U-16-Nationalmannschaft, der jüngsten Rugbyauswahl Neuseelands. 2000 und 2001 spielte er in der höheren New Zealand Schools’ Mannschaft.
Afoa ging durch alle Jugendauswahlen und spielte für die U-19 in den Jahren 2002 und 2003. 2003 wurde Afoa ebenfalls in den Kader der U-21-Nationalmannschaft berufen, die an der Rugby-Junioren-Weltmeisterschaft teilnahm. Die Neuseeländer gewannen das Turnier und Afoa war einer der vier „Kiwis“, welche vom International Rugby Board in die Mannschaft des Turniers gewählt worden sind.
2005 wurde Afoa in den Kader der All Blacks für die Tri Nations berufen. Trotz dieser Berufung spielte er kein einziges Spiel in diesem Turnier und bestritt sein erstes Länderspiel erst am Ende des Jahres. Im November wurde er der 1062. All Black, als er gegen Irland in der Lansdowne Road von Anfang an spielte.
2011 verließ Afoa Neuseeland und wechselte nach Nordirland zu Ulster Rugby.